# 필로타스

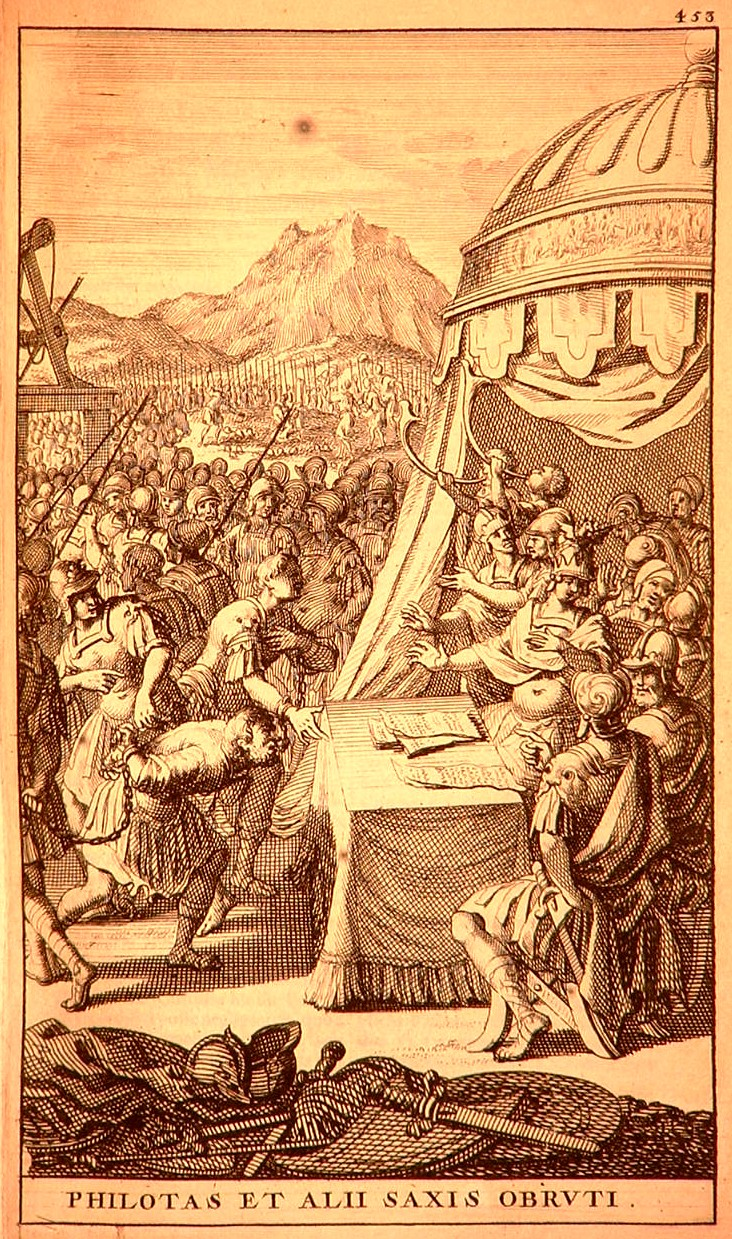

필로타스(고대 그리스어: Φιλώτας, 라틴어: Philotas, ? - 기원전 330년 10월)는 알렉산더 3세를 모신 마케도니아 왕국의 장군 중 하나로 중신 파르메니온의 아들이다.

## 생애
필로타스는 알렉산더 3세를 가장 오래 수행한 장군 중 한 명이며, 마케도니아 군에서 가장 중요한 8개의 지대(각각 225명의 기수)인 기마부대로 편성된 기마군단의 총사령관이었다. 기원전 334년, 그라니코스 전투 이후 밀레투스 공방전에서 필로타스는 밀레투스 항구를 포위한 페르시아 함대의 착안을 방해하여 적의 침공을 막았다.
그러나 동방원정에 종군하던 중 필로타스는 젊은 장교들이 기획한 알렉산더 3세 암살 미수 사건의 주모자로 그 이름이 올랐다. 알렉산더 3세는 일단 필로타스를 용서했지만, 그때 필로타스의 의형제로부터 새로운 증언이 나오면서 다시 체포되어 군법회의에서 유죄를 선고 받고 처형되었다. 일설에 의하면 뒤에서 알렉산더 3세를 비판하고 있었다는 밀고를 받은 알렉산더 3세로부터 소외되어 있었기 때문에, 이 암살 미수 사건의 주모자라는 오명을 쓰고 처형되었다고도 한다. 이후 그의 아버지 파르메니온도 알렉산더 3세에 의해 암살되었다.

## 등장 작품
- 2004년 영화 알렉산더 (올리버 스톤 감독)